# Pseudocoremia leucelaea
Pseudocoremia leucelaea là một loài bướm đêm thuộc họ Geometridae. Nó được tìm thấy ở New Zealand.